# Vermisstenfall Bobby Dunbar

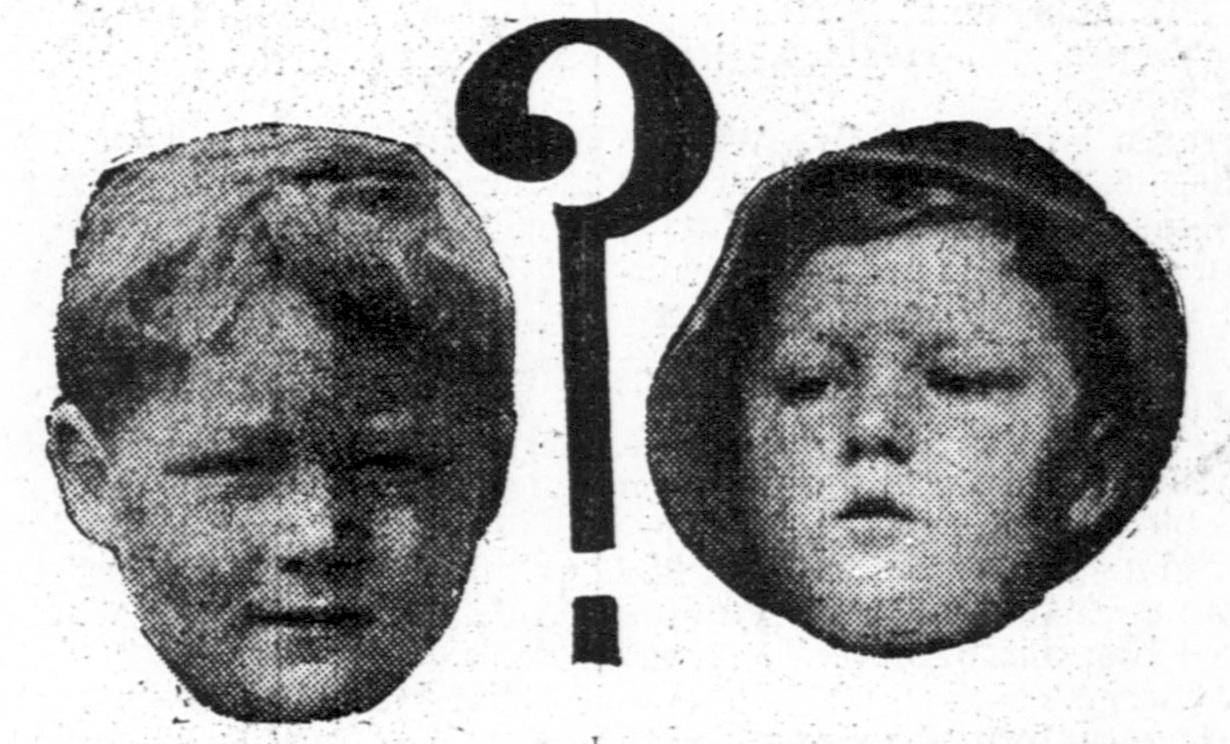
Zeitungsausschnitt (1914) mit Bildern vor (links) und nach (rechts) Dunbars Verschwinden

Im Vermisstenfall Bobby Dunbar aus den USA verschwand Robert Clarence „Bobby“ Dunbar im Alter von vier Jahren am 23. August 1912 während eines Familienurlaubes in Swayze Lake, Louisiana. Der Fall erregte eine große mediale Aufmerksamkeit und zog eine achtmonatige polizeiliche Suche nach dem verschwundenen Kind nach sich. Am 21. April 1913 fand die Polizei schließlich ein Kind in Mississippi, welches sie als Bobby identifizierten und ihn zu den Eltern, Lessie und Percy Dunbar, zurückführten. Jedoch ergab 2004 eine DNA-Untersuchung, dass es sich bei diesem Kind nicht um Bobby Dunbar gehandelt hatte.

## Das Verschwinden
Bobby Dunbar verschwand am Morgen des 23. August 1912. Seine Familie, die einen Erholungsurlaub am Swayze Lake verbrachte, veranstaltete ein Angelturnier mit anderen Besuchern des Sees. Als die Teilnehmer zu ihren Unterkünften zurückkehrten, verschwand der vierjährige Bobby. Fußspuren, die im schlammigen Untergrund um den See herum gefunden wurden, ließen die Dunbars eine Entführung befürchten.
Die Bewohner des Heimatortes der Familie Dunbar, Opelousas, Louisiana, setzten einen Finderlohn in Höhe von 1000 US-Dollar (2025: ca. 33.000 US-Dollar) aus. Der Vater, Percy Dunbar, wandte sich an lokale und außerstaatliche Zeitschriften, um ein Bild sowie eine detaillierte Beschreibung seines Sohnes zu verbreiten. Dem Verschwinden schloss sich eine achtmonatige polizeiliche Suche an, die im April 1913 beendet wurde.

## Das Auffinden von „Bobby Dunbar“
Am 21. April 1913 fanden Polizeibeamte William C. Walters, einen reisenden Handwerker, in Begleitung eines etwa vierjährigen Jungen. Die Beamten befanden, dass das Kind Bobby Dunbar sehr ähnlich sah. Walters erklärte, dass das Kind eigentlich Charles Bruce Anderson hieße und der Sohn einer Arbeiterin auf dem Hof der Walters, Julia Anderson, sei. Anderson habe ihren Sohn für wenige Tage in die Obhut von Walters gegeben. Walters wurde dennoch von den Polizeibeamten verhaftet und die Eltern von Bobby Dunbar nach Mississippi beordert. Lessie und Percy Dunbar konnten die physische Ähnlichkeit des Kindes zu ihrem vermissten Sohn zwar nicht bestreiten, das gefundene Kind begegnete den Eltern jedoch zunächst mit Argwohn und reagierte auch nicht auf seinen Rufnamen. Trotz bleibender Zweifel zelebrierte die Stadt Opelousas die Rückkehr des vermeintlichen Bobby Dunbar am 25. April 1913.

## Das Eingreifen von Julia Anderson
Julia Anderson, die eigentliche Mutter des gefundenen Kindes, widersprach der ursprünglichen Aussage von William C. Walters, sie habe ihren Sohn freiwillig in die Obhut des Handwerkers gegeben. Sie stimmte, nach eigener Aussage, zwar einem kurzen Tagesbesuch bei Walters Schwester zu, bei welchem Bruce Walters begleiten sollte, tatsächlich entwendete Walters das Kind jedoch für mehrere Monate. Anderson wurde im Zuge der medialen Aufmerksamkeit auf den Fall Dunbar von einem Zeitschriftenverlag nach New Orleans beordert, um ihr Kind zu identifizieren und somit den Wahrheitsgehalt ihrer Aussage zu bestätigen. Die Identifikation war zwar erfolgreich, offenkundige Unsicherheit seitens Julia Andersons sowie Desinteresse seitens ihres Sohnes bewegten das Gericht jedoch dazu, das Sorgerecht endgültig der Familie Dunbar zuzusprechen und das Kind somit als Bobby Dunbar zu identifizieren.
Auch die Tatsache, dass Anderson unverheiratet und Charles Bruce ein uneheliches Kind war, ließen die Zeitgenossen an ihrer Aufrichtigkeit zweifeln. William C. Walters wurde der Kindesentführung schuldig gesprochen.

## Nachwirkungen
Das Kind, welches fortan als Bobby Dunbar lebte, war später verheiratet und Vater von vier Kindern. Er verstarb am 8. März 1966.

## Spätere Nachforschungen
Margaret Dunbar Cutright, eines der Enkelkinder Bobby Dunbars, begann ab dem Jahr 2000 eigene Nachforschungen bezüglich ihres Großvaters anzustellen. Sie führte unter anderem Interviews mit den späteren Kindern Julia Andersons. Sie veranlasste außerdem eine DNA-Analyse: Die DNA-Probe ihres Vaters, Bob Dunbar Jr., wurde mit der DNA-Probe eines Sohnes von Alonzo Dunbar, einem Bruder des verschwundenen Bobby Dunbar, abgeglichen. Die Analyse ergab, dass keine Blutsverwandtschaft zwischen Bob Dunbar Jr. und Alonzos Sohn besteht. Somit kann der Vater Dunbar Juniors nicht der verschwundene Bobby Dunbar gewesen sein. Der tatsächliche Verbleib des Kindes ist bis heute nicht aufgeklärt.